# جوندارس فترا
جوندارس فترا (باللاتفية: Gundars Vētra) مواليد 22 مايو 1967 في فينتسبيلس، الجمهورية اللاتفية السوفيتية الاشتراكية، هو لاعب كرة سلة لاتفي سابق أصبح مدرباً بدأ مسيرته الاحترافية في سنة 1984. يبلغ طوله 6 قدم 6 بوصة (2.0 م). مثّل منتخب بلاده. شارك في مسابقة كرة السلة في الألعاب الأولمبية الصيفية. اعتزل اللعب في 2002.

## فرق لعب لها
- مينيسيوتا تيمبر وولفز
- نادي سسكا موسكو لكرة السلة
- غلطة سراي لكرة السلة

## إحصائيات المسيرة

### الموسم الاعتيادي
| السنة   | الفريق                | لعب | بدأ | دقيقة | ميداني% | ثلاثية | حرة  | ارتداد | صنع | استلاب | تصدي | نقطة |
| ------- | --------------------- | --- | --- | ----- | ------- | ------ | ---- | ------ | --- | ------ | ---- | ---- |
| 1992–93 | مينيسيوتا تيمبر وولفز | 13  | 0   | 6.8   | .475    | 1.000  | .667 | .6     | .5  | .2     | .0   | 3.5  |
| المسيرة |                       | 13  | 0   | 6.8   | .475    | 1.000  | .667 | .6     | .5  | .2     | .0   | 3.5  |

## روابط خارجية
- جوندارس فترا على موقع إن بي أي (الإنجليزية)
- جوندارس فترا على موقع سبورتس رفرنس (الإنجليزية)
- جوندارس فترا على موقع كرة السلة الأوروبية.كوم (الإنجليزية)
- جوندارس فترا على موقع ريلجم (الإنجليزية)
- جوندارس فترا على موقع بروبوليرز (الإنجليزية)
- جوندارس فترا على موقع سبورتس رفرنس (الإنجليزية)
- جوندارس فترا على موقع أوليمبيديا (الإنجليزية)